# أنطونيو دياز فيريرا
أنطونيو دياز فيريرا هو منافس ألعاب قوى برازيلي، ولد في 2 مارس 1960.

## وصلات خارجية
- أنطونيو دياز فيريرا على موقع الاتحاد الدولي لألعاب القوى (الإنجليزية)
- أنطونيو دياز فيريرا على موقع أوليمبيديا (الإنجليزية)